# Macrophya punctumalbum
Macrophya punctumalbum (Linneo, 1767) è un imenottero della famiglia Tenthredinidae.